# Aspettando Calciomercato
Aspettando Calciomercato è un programma televisivo in onda su Sportitalia dal lunedì al venerdì, a partire dal 2014.

## Il programma
Il programma è diviso in due parti: nella prima, della durata di un'ora e mezza, Valentina Ballarini e il desk formato da Gianluigi Longari e Naomi Moschitta discutono dei vari temi caldi di calciomercato con vari ospiti. Nella seconda parte, della durata di mezz'ora, Alfredo Pedullà risponde alle domande dei fan postate sui social enunciate da Gianluigi Longari.

## Elenco conduttori e desk
- Marica Giannini con Eleonora Boi, Gianluigi Longari e Romina Minadeo (giugno 2014)
- Jolanda De Rienzo con Eleonora Boi, Gianluigi Longari e Romina Minadeo (luglio - agosto 2014)
- Jolanda De Rienzo con Michela Persico, Gianluigi Longari e Amanda Brambini (gennaio 2015)
- Jolanda De Rienzo con Romina Minadeo, Gianluigi Longari e Valentina Guidi (giugno - agosto 2015)
- Jolanda De Rienzo con Elisabetta Galimi, Gianluigi Longari e Michela Russo (gennaio e giugno - agosto 2016)
- Jolanda De Rienzo con Michela Russo, Gianluigi Longari e Alice Brivio (gennaio 2017)
- Jolanda De Rienzo con Gianluigi Longari, Michela Russo, Gloria Bianchi e Alice Brivio (giugno - agosto 2017)
- Jolanda De Rienzo con Gianluigi Longari, Michela Russo, Gloria Bianchi e Alice Brivio (gennaio 2018)
- Valentina Ballarini con Gianluigi Longari, Alice Brivio, Agata Alonzo e Jori Delli (gennaio 2019)